# Luis Ángel Maté
Pour les articles homonymes, voir Mate et Mardones.
Maté  Mardones est un nom espagnol. Le premier nom de famille, en général paternel, est Maté ; le second, en général maternel, souvent omis, est Mardones.
Luis Ángel Maté Mardones, né le 23 mars 1984 à Marbella, est un coureur cycliste espagnol. Professionnel de 2008 à 2024, il porte les couleurs de l’équipe française Cofidis de 2011 à 2020.

## Biographie
Le dimanche 19 juin 2011, lors de la dernière étape de la Route du Sud, Luis Ángel Maté domine ses compagnons d'échappée et remporte au sprint son unique victoire sous le maillot de l'équipe Cofidis à Pau.
En juillet 2015, le contrat de Maté dans l'équipe Cofidis est prolongé jusqu'en fin d'année 2017.
En 2017, il est présélectionné pour participer aux championnats d'Europe de cyclisme sur route.

## Palmarès

### Palmarès amateur
- 2005
  - 5ea étape du Circuito Montañés
- 2007
  - 5ea étape du Circuito Montañés
  - 4e étape du Tour de Tenerife
  - 2e du Tour de Tarragone

### Palmarès professionnel
- 2010
  - 6e étape du Tour de San Luis
- 2011
  - 4e étape de la Route du Sud
- 2014
  - 2e du Grand Prix de Plumelec-Morbihan
- 2023
  - 6e étape du Tour du Portugal
- 2024
  - 4e étape du Tour du Portugal

### Résultats sur les grands tours

#### Tour de France
6 participations
- 2012 : 130e
- 2013 : 88e
- 2014 : 31e
- 2015 : 43e
- 2016 : 55e
- 2017 : 56e

#### Tour d'Espagne
12 participations
- 2011 : 63e
- 2012 : 47e
- 2013 : 42e
- 2014 : 19e
- 2016 : 22e
- 2017 : 24e
- 2018 : 106e
- 2019 : 102e
- 2020 : 23e
- 2021 : 30e
- 2022 : 62e
- 2024 : 65e

### Classements mondiaux
| Année                                 | 2005 | 2006 | 2007 | 2008 | 2009 | 2010 | 2011 | 2012 | 2013 | 2014 | 2015 | 2016 | 2017 | 2018  | 2019  | 2020 | 2021 | 2022  | 2023 | 2024  |
| ------------------------------------- | ---- | ---- | ---- | ---- | ---- | ---- | ---- | ---- | ---- | ---- | ---- | ---- | ---- | ----- | ----- | ---- | ---- | ----- | ---- | ----- |
| Classement mondial                    |      |      |      |      |      |      |      |      |      |      |      | 387e | 475e | 965e  | 1185e | 794e | 516e | 2141e | 771e | 1025e |
| UCI Europe Tour                       | 940e | nc   | 800e | nc   | 425e | 454e | 709e | 779e | 472e | 131e | 655e | 399e | 524e | 1118e | 830e  | 634e | 418e | 1346e | nc   | nc    |
| UCI America Tour                      | nc   | nc   | nc   | nc   | nc   | 110e | nc   | nc   | nc   | nc   | nc   | nc   | nc   | nc    |       |      |      |       |      |       |
|                                       |      |      |      |      |      |      |      |      |      |      |      |      |      |       |       |      |      |       |      |       |
| Légende : nc = non classéSource : UCI |      |      |      |      |      |      |      |      |      |      |      |      |      |       |       |      |      |       |      |       |